# Marzban

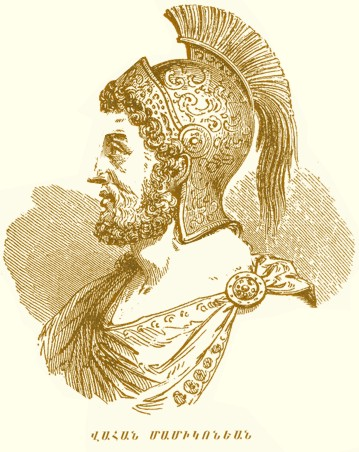
Vahan Mamikonyan

Marzban, ou Marzpan (translittération du persan moyen: mrzwpn, dérivé de marz "frontière, frontière" et du suffixe -pān "gardien"; persan moderne: مرزبان Marzbān) était une classe de margraves, gardiens des marches et, par extension, commandants militaires, responsables des provinces frontalières de l'Empire parthe (247 av. J.-C. – 224 apr. J.-C.) et principalement de l'Empire sassanide (224–651 apr. J.-C.) de l'Empire perse.